# 贝唐
贝唐（法語：Bettant，法語發音：[bɛtɑ̃] ⓘ）是法国东部安省的一个市镇，属于贝莱区。

## 地理
贝唐（45°56'37"N, 5°21'46"E）面积3.37 平方千米，位于法国奥弗涅-罗讷-阿尔卑斯大区安省，该省份为法国东部省份，北起汝拉省，西北接索恩-卢瓦尔省，西接罗讷省和里昂大都会，南至伊泽尔省，东与萨瓦省、上萨瓦省和瑞士接壤。
与贝唐接壤的市镇（或旧市镇、城区）包括：昂貝略昂比熱、昂比特里克斯、比热地区圣但尼、托尔雪、比热地区沃。

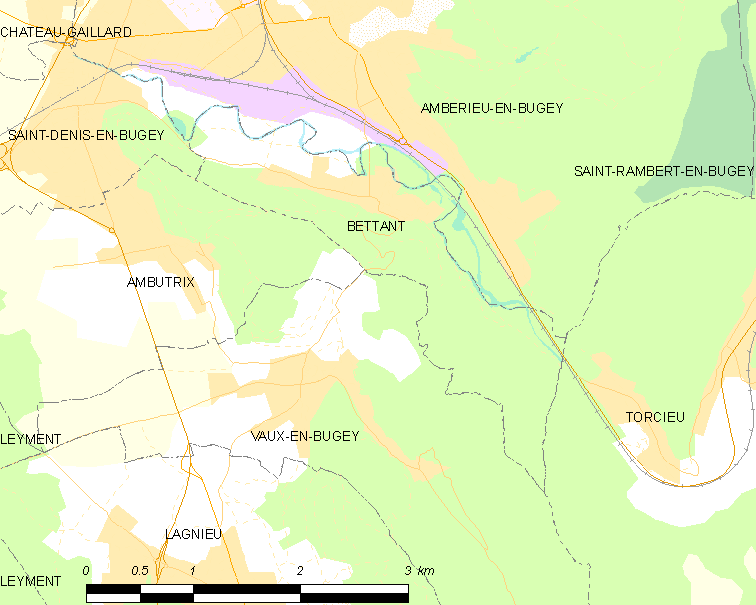
贝唐的OSM定位图

贝唐的时区为UTC+01:00、UTC+02:00（夏令时）。

## 行政
贝唐的邮政编码为01500，INSEE市镇编码为01041。

## 政治
贝唐所属的省级选区为昂贝略昂比热县。

## 人口

1962-2008年间贝唐人口变化图示

贝唐于2022年1月1日时的人口数量为762人。